# Endika
Endika est un prénom masculin basque apparenté à Henri et pouvant désigner :

## Prénom
- Endika Bordas (en) (né en 1982), joueur espagnol de football
- Endika Guarrotxena (en) (né en 1961), joueur espagnol de football
- Endika Irigoien (en) (né en 1997), joueur espagnol de football